# Jaromír Nosek
Jaromír Nosek (ur. 1 lutego 1978 w Jilemnice) – czeski aktor.

## Życiorys
Ukończył JAMU w Brnie. Brał udział w licznych produkcjach filmowych i telewizyjnych.

## Filmografia
- 1997: Četnické humoresky
- 2005: Mężczyzna idealny
- 2006: Wycieczkowicze
- 2007: Roming
- 2008: Bathory
- 2009: Veni, vidi, vici
- 2009: Poste restante
- 2015: Prázdniny v Provence